# Yasunori Iwasaki
 (mai 2025).
Si vous disposez d'ouvrages ou d'articles de référence ou si vous connaissez des sites web de qualité traitant du thème abordé ici, merci de compléter l'article en donnant les références utiles à sa vérifiabilité et en les liant à la section « Notes et références ».
Pour les articles homonymes, voir Iwasaki.
Yasunori Iwasaki (岩崎 文紀) est un compositeur japonais né le 19 janvier 1960.

## Anime
- Enfer et Paradis
- Grenadier
- Happy Lesson
- Densetsu no yuusha Da Garn ()
- Vandread
- You're Under Arrest

## Jeu vidéo
- "génériques" de Sakura taisen V episode 0